# Cohors II Tungrorum

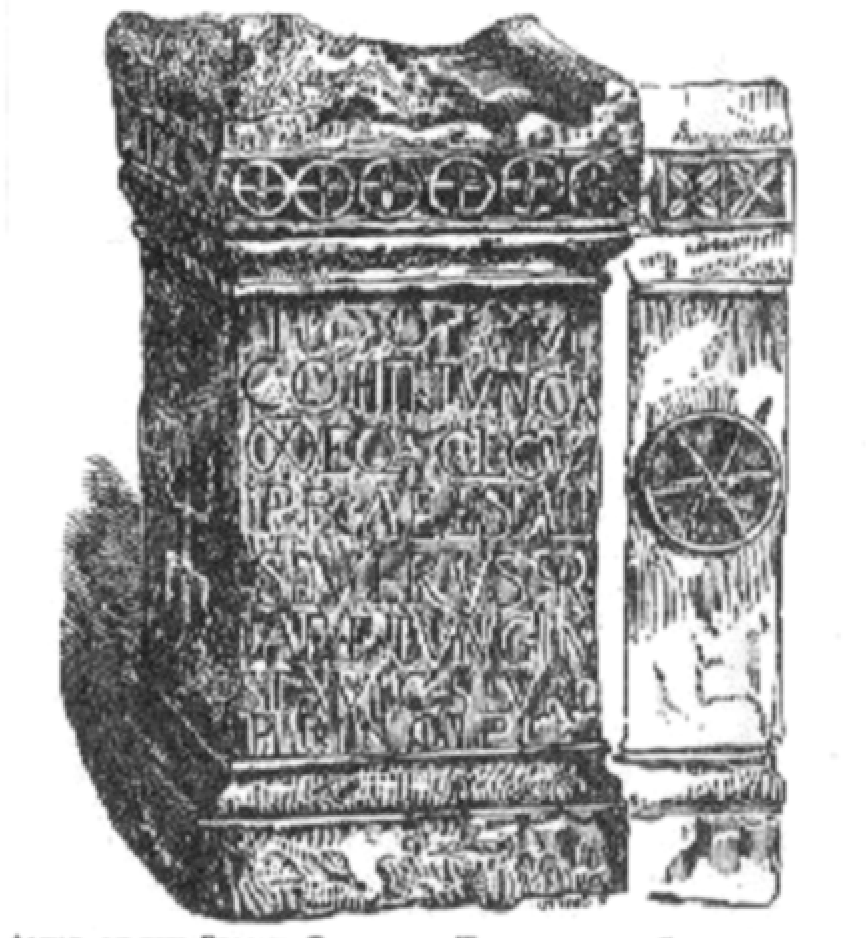
Der Altar des Albius Severus

Die Cohors II Tungrorum [milliaria] [equitata] [c l] [Gordiana] [vexillatio] (deutsch 2. Kohorte der Tungerer [1000 Mann] [teilberitten] [c l] [die Gordianische] [vexillatio]) war eine römische Auxiliareinheit. Sie ist durch Inschriften belegt.

## Namensbestandteile
- Cohors: Die Kohorte war eine Infanterieeinheit der Auxiliartruppen in der römischen Armee.

- II: Die römische Zahl steht für die Ordnungszahl die zweite (lateinisch secunda). Daher wird der Name dieser Militäreinheit als Cohors secunda .. ausgesprochen.

- Tungrorum: der Tungerer. Die Soldaten der Kohorte wurden bei Aufstellung der Einheit aus dem Volk der Tungerer auf dem Gebiet der römischen Provinz Gallia Belgica rekrutiert.

- milliaria: 1000 Mann. Je nachdem, ob es sich um eine Infanterie-Kohorte (Cohors milliaria peditata) oder einen gemischten Verband aus Infanterie und Kavallerie (Cohors milliaria equitata) handelte, lag die Sollstärke der Einheit entweder bei 800 oder 1040 Mann. Der Zusatz kommt in den Militärdiplomen[A 1] von 121/132 bis 147 und Inschriften[1] vor. In den Militärdiplomen und einer Inschrift wird statt milliaria das Zeichen {\displaystyle \infty } verwendet.

- equitata: teilberitten. Die Einheit war ein gemischter Verband aus Infanterie und Kavallerie. Der Zusatz kommt in Inschriften[2] vor.

- c l:[A 2] Der Zusatz kommt in Inschriften[3] vor.

- Gordiana: die Gordianische. Eine Ehrenbezeichnung, die sich auf Gordian III. (238–244) bezieht. Der Zusatz kommt in einer Inschrift[4] vor.

- vexillatio: eine Abordnung aus der Kohorte (siehe Vexillatio). Der Zusatz kommt in den Militärdiplomen[A 1] von 121/132 bis 147 vor.

Die Einheit war eine Cohors milliaria equitata. Die Sollstärke der Einheit lag bei 1040 Mann, bestehend aus 10 Centurien Infanterie mit jeweils 80 Mann sowie 8 Turmae Kavallerie mit jeweils 30 Reitern.

## Geschichte
Die Kohorte war in der Provinz Britannia stationiert, eine Vexillatio aus der Einheit wahrscheinlich auch in Raetia (sowie möglicherweise in Noricum). Auf Militärdiplomen für Raetia und Noricum, die auf 121/132 bis 147 n. Chr. datiert werden, sind Vexillationen aus Tungrer-Kohorten aufgeführt. Tacitus erwähnt Kohorten der Tungerer sowohl in den Historiae (Buch II, Kapitel 14) als auch in seinem Werk Agricola (Kapitel 36).
Die Einheit wurde vermutlich in julisch-claudischer Zeit auf dem Gebiet der civitas Tungrorum (im heutigen Belgien) aufgestellt; sie war vor dem Jahr 69 n. Chr. in der Provinz Germania inferior stationiert. Im Bürgerkrieg zwischen Otho und Vitellius kämpfte die Kohorte auf Seite des Vitellius; zwei Kohorten der Tungerer wurden von Fabius Valens in die Provinz Gallia Narbonensis geschickt, um gegen die Truppen Othos zu kämpfen. Nach dem Bataveraufstand kamen die Kohorten der Tungerer zusammen mit dem neuen Statthalter Quintus Petillius Cerialis nach Britannien. Unter Gnaeus Iulius Agricola nahmen zwei Kohorten der Tungerer 83 an der Schlacht am Mons Graupius teil und wurden dafür ausgezeichnet.
Die Einheit ist in Britannien durch zahlreiche Inschriften belegt, aber durch kein einziges Militärdiplom. Der erste zeitlich gesicherte Nachweis der Kohorte in Britannia ist eine Inschrift, die auf 157/158 datiert ist. Es wird vermutet, dass eine Vexillation aus der Kohorte um 121/147 in die Provinz Raetia (sowie möglicherweise auch nach Noricum) abgeordnet war. Durch eine Inschrift ist belegt, dass Soldaten aus Rätien (cives Raeti) in der Kohorte dienten, während sie in Britannien stationiert war.
Der letzte Nachweis der Einheit beruht auf einer Inschrift, die auf 241 datiert ist.

## Standorte
Standorte der Kohorte in Britannia waren möglicherweise:
- Blatobulgium (Birrens): mehrere Inschriften[13] wurden hier gefunden.
- Camboglanna (Castlesteads): mehrere Inschriften[14] wurden hier gefunden.
- Cramond: eine Inschrift[15] wurde hier gefunden.

Standorte der Kohorte in Raetia waren möglicherweise:
- Abusina (Eining): mehrere Inschriften[16] wurden hier gefunden.[A 6]

## Angehörige der Kohorte
Folgende Angehörige der Kohorte sind bekannt:

### Kommandeure
| - Albius Severus, ein Präfekt - Aurelius Optatus, ein Präfekt - Marcus Licinius Ripanus, ein Präfekt - Paconius Saturninus, ein Präfekt | - Publius Campanius Italicus, ein Präfekt - Sextus Severius Salvator, ein Präfekt - Gaius Silvius Auspex, ein Präfekt - Tiberius Claudius Claudianus, ein Präfekt |

### Sonstige
| - [?], ein Centurio der Legio XX Valeria Victrix und Praepositus (RIB 1999) - [?], ein Centurio der Legio XX Valeria Victrix (RIB 2135) - []ullinus (RIB 1977) - Afutianus Bassi, ein ordinatus (RIB 2115) - Aurel(ius) Armiger, ein decurio princeps (RIB 1991) - Firmus, ein Soldat (IBR 00350a) - Frumentius, ein Soldat (RIB 2109) - G(aius) Iul(ius) Cupitianus, ein Centurio und Praepositus (RIB 1988) | - Gamidiahus, ein architectus (RIB 2096) - Mes(sius) Opse[quens], ein princeps (RIB 1982) - Ninicus, ein Centurio (IBR 00350a) - Pr(imus) Emeritus, entweder ein Centurio oder Decurio (Pfahl 00290) - [P(ublius)] Ael(ius) Mart[i]n[us], ein princeps (RIB 1983) - Sextilius Statutus, ein Centurio (IBR 00351) - Vic() Severus, ein princeps (RIB 1981) |